# Natália Cunha e Silva
Natália Vieirinho da Cunha e Silva (15 de setembro de 1927 – c.1958/1959) foi uma ginasta portuguesa. 
Juntamente com a sua irmã Dália Cunha, reforçaram a equipa de atletismo feminino do Sporting Clube Portugal em 1946. Em 1948, Natália foi Campeã Regional do lançamento do disco.
Como ginasta, marcou presença nos Jogos Olímpicos de Verão de 1952 em Helsínquia, juntamente com Maria Laura Amorim e a sua irmã Dália Cunha. É considerada uma das pioneiras da ginástica olímpica portuguesa.
Morreu num acidente de carro, juntamente com o seu marido e filho, por volta dos 31 anos. A data do acidente é incerta, mas terá ocorrido entre 1958 e 1959.